# Gemfibrozil
Gemfibrozil behoort tot de fibraten. Fibraten stimuleren de enzymen die een rol spelen bij de opslag, verwerking en verbranding van vet. Hierdoor vermindert de hoeveelheid vet in het bloed. Daarnaast hebben fibraten ook een gunstige invloed op de vorm waarin cholesterol zich in het bloed bevindt.
Vanwege potentiële nevenwerkingen met bepaalde cholesterolverlagers, de statinen, is deze stof in België niet op de markt. In 2001 is na van een aantal sterftegevallen door combinatietherapie met Cerivastatine dit laatste middel wereldwijd van de markt gehaald. In Nederland is Gemfibrozil wel op voorschrift te verkrijgen.

## Indicaties
Artsen schrijven het voor bij een te hoog vetgehalte in het bloed of een combinatie van een te hoog vet- en een te hoog cholesterolgehalte.

## Nevenwerkingen
- Soms
  - Maag-darmklachten (misselijkheid, buikpijn, flatulentie of diarree)
- Zelden
  - Hoofdpijn, duizeligheid, vermoeidheid, slaperigheid
  - Huiduitslag, jeuk, roodheid
  - Doof of tintelend gevoel in de ledematen
  - Impotentie of vermindering van het libido
- Zeer zelden
  - Haaruitval, overgevoeligheid voor zonlicht
  - Spierpijn, spierzwakte en spierkramp
  - Leverontsteking
  - Ontsteking van de alvleesklier
  - Bloedafwijkingen

## Wisselwerkingen
- De bloedverdunners Acenocoumarol (Sintrom) en Fenprocoumon (Marcoumar)
- Bepaalde cholesterolverlagers, namelijk de statinen. In combinatie met gemfibrozil bestaat er meer risico op spierafwijkingen
- Repaglinide (Novonorm), een middel gebruikt bij suikerziekte